# Norberto do Amaral
Norberto do Amaral (Ainaro, 17 febbraio 1956) è un vescovo cattolico est-timorese, dal 30 gennaio 2010 vescovo di Maliana.

## Biografia
Norberto Do Amaral è stato ordinato sacerdote nel 1988. Da allora, ha lavorato nella pastorale parrocchiale ed è stato rettore del seminario minore della diocesi di Dili. Dopo aver completato gli studi di teologia dogmatica presso la Pontificia Università Urbaniana di Roma, è stato professore e prefetto del seminario maggiore di Dili. Nel 2008 è stato nominato cancelliere della diocesi di Dili e direttore della rivista diocesana A Seara.
Il 30 gennaio 2010 papa Benedetto XVI lo ha nominato primo vescovo della nuova diocesi di Maliana. Ha ricevuto la consacrazione episcopale il successivo 26 aprile.
Il 14 agosto 2015 è stato fra i firmatari del primo accordo tra Santa Sede e Timor Est, con cui si garantisce lo statuto giuridico della Chiesa cattolica nel paese e si regolano il matrimonio canonico, i luoghi di culto, le istituzioni cattoliche di istruzione e di educazione, l'insegnamento della religione nelle scuole, l'attività assistenziale-caritativa della Chiesa, la cura pastorale nelle forze armate e nelle istituzioni penitenziarie ed ospedaliere, e il regime patrimoniale e fiscale.

## Genealogia episcopale
La genealogia episcopale è:
- Cardinale Scipione Rebiba
- Cardinale Giulio Antonio Santori
- Cardinale Girolamo Bernerio, O.P.
- Arcivescovo Galeazzo Sanvitale
- Cardinale Ludovico Ludovisi
- Cardinale Luigi Caetani
- Cardinale Ulderico Carpegna
- Cardinale Paluzzo Paluzzi Altieri degli Albertoni
- Papa Benedetto XIII
- Papa Benedetto XIV
- Papa Clemente XIII
- Cardinale Marcantonio Colonna
- Cardinale Giacinto Sigismondo Gerdil, B.
- Cardinale Giulio Maria della Somaglia
- Cardinale Carlo Odescalchi, S.I.
- Vescovo Eugène de Mazenod, O.M.I.
- Cardinale Joseph Hippolyte Guibert, O.M.I.
- Cardinale François-Marie-Benjamin Richard de la Vergne
- Cardinale Pietro Gasparri
- Cardinale Clemente Micara
- Cardinale Antonio Samorè
- Cardinale Angelo Sodano
- Arcivescovo Leopoldo Girelli
- Vescovo Norberto Do Amaral